# Mount Grier
Mount Grier ist ein 3035 m hoher und markanter Berg im westantarktischen Marie-Byrd-Land. Er ragt an der Westflanke des Scott-Gletschers auf und stellt den westlichsten Gipfel der La Gorce Mountains dar.
Entdeckt wurde er im Dezember 1934 durch die geologische Mannschaft um Quin Blackburn (1900–1981) bei der zweiten Antarktisexpedition (1933–1935) des US-amerikanischen Polarforschers Richard Evelyn Byrd. Dieser benannte ihn nach dem US-amerikanischen Unternehmer Garett Layton Grier (1867–1944), Präsident des Dentallabors L.D. Caulk Co. aus Milford in Delaware, der dieser Forschungsreise und zuvor der Byrd Antarctic Expedition (1928–1930) Zahnersatz zur Verfügung stellte.